# Людина (фільм, 2015)
«Людина» (англ. Human) — французький документальний фільм, знятий Яном Артюс-Бертраном. Світова прем'єра стрічки відбулася 12 вересня 2015 року на Венеційському міжнародному кінофестивалі, а в Україні — 22 липня 2016 року на Одеському міжнародному кінофестивалі. Фільм розповідає історії людей з різних куточків світу. Став першим фільмом, показаним у залі Генеральної Асамблеї Організації Об'єднаних Націй.
Фільм фінансував фонд Bettencourt Schueller, який передав усі права на нього благодійній організації GoodPlanet, відповідальній за реалізацію проєкту. Фільм розміщений у вільному доступі на YouTube у трьох частинах шістьма мовами: англійською, французькою, російською, арабською, іспанською та португальською.

## Виробництво
«Людину» знімали протягом трьох років на чолі з режисером Яном Артюс-Бертраном та командою з 20 осіб, які опитали понад 2000 людей у 60 країнах. До складу команди входили п'ять журналістів і оператор, «координатор» у кожній локації, який організовував зустрічі, і четверо людей, які отримували і відбирали матеріал. Команда, що знімала сцени з неба, складалася з шістьох людей, включаючи Артюса-Бертрана.
Кожній людині поставили один і той самий набір із сорока питань. Люди показані на фоні чорного полотна без будь-якого музичного супроводу і будь-якої персональної інформації. Артюс-Бертран сподівався, що видалення особистих даних зверне увагу насамперед на наші загальнолюдські риси:
|  | Ми хотіли підкреслити те спільне, що є у всіх нас. А якщо вставити ім'я людини або країну, звідки вона родом, то це не відчувається так сильно. Оригінальний текст (англ.) We wanted to concentrate on what we all share, if you put the name of a person, or what country they’re from, you don’t feel that as strongly. |

## Поширення та просування
Як зазначено на вебсайті фільму, його розповсюдження задумане «у найвільніших умовах для якомога ширшої аудиторії». 12 вересня 2015 року фільм показали одночасно в ООН, у кінотеатрі Бієнале у Венеції та на YouTube. Того ж дня відбулася прем'єра у понад 400 кінотеатрах у Франції. Google, ексклюзивний цифровий партнер фільму, зробив його доступним у всьому світі на YouTube шістьма мовами: англійською, арабською, іспанською, португальською, російською та французькою.
Фільм вийшов в 11 різних варіаціях, включаючи театральну версію, вебверсію в трьох частинах, музичну версію, телевізійні епізодичні вирізки та знімання «поза кадром», доступна на YouTube.

## Визнання
| Нагороди та номінації фільму «Людина» | Нагороди та номінації фільму «Людина»                    | Нагороди та номінації фільму «Людина»  | Нагороди та номінації фільму «Людина» | Нагороди та номінації фільму «Людина» | Нагороди та номінації фільму «Людина» |
| Рік                                   | Кінопремія / Кінофестиваль                               | Категорія / Нагорода                   | Номінант                              | Результат                             |                                       |
| ------------------------------------- | -------------------------------------------------------- | -------------------------------------- | ------------------------------------- | ------------------------------------- | ------------------------------------- |
| 2015                                  | CPH: DOX                                                 | Приз глядацьких симпатій               | «Людина»                              | Номінація                             |                                       |
| 2015                                  | International Film Music Critics Award                   | Найкраща музика документального фільму | Арман Амар                            | Номінація                             |                                       |
| 2015                                  | Аместердамський міжнародний документальний кінофестиваль | Приз глядацьких симпатій               | «Людина»                              | 2-ге місце                            |                                       |
| 2016                                  | Пекінський міжнародний кінофестиваль                     | Найкращий документальний фільм         | «Людина»                              | Перемога                              |                                       |
| 2016                                  | Премія «Люм'єр»                                          | Найкращий документальний фільм         | «Людина»                              | Номінація                             |                                       |